# HMN Naturgas
HMN Naturgas I/S er et dansk energiselskab, der leverer naturgas til Hovedstadsområdet samt til Midt- og Nordjylland. Virksomheden omsætter for ca. 960 mio. kr. årligt og beskæftiger 422 ansatte.
Selskabet blev dannet i 2010 ved en fusion af HNG (Hovedstadens Naturgasselskab) og Naturgas Midt-Nord. Det ejes ligeligt af 32 kommuner i Hovedstadsområdet og 25 kommuner i Midt- og Nordjylland.